# 바이스·사바이브
바이스·사바이브(Wiess·surive)는 TGC 게임 회사 부시로드에서 제작하여 유통중인 카드 게임 바이스슈발츠(Wiess·Schwarz)를 바탕으로 하는 애니메이션이다. 2009년 6월 5일부터 9월 25일까지 TBS 계열 방송국에서 약 한 회당 약 3분정도의 분량으로 방영하였다. 또한 얼마전에는 동년 12월 4일부터 2010년 3월 19일까지 2기인 바이스·사바이브-R(Wiess·Surive-R)이 종영되었다.

## 등장인물
- 미치: 타케시의 공부를 도와줄 목적으로 도서관에 가나 바이스 슈발츠의 세계로 빠지고 만다.
- 타케시